# Giuseppe Pittau
Giuseppe Pittau (Villacidro, 20 ottobre 1928 – Tokyo, 26 dicembre 2014) è stato un arcivescovo cattolico italiano appartenente ai chierici regolari della Compagnia di Gesù (indicati anche come gesuiti).

## Biografia
Monsignor Giuseppe Pittau nacque a Villacidro, provincia del Sud Sardegna e diocesi di Ales-Terralba, il 20 ottobre 1928. I suoi genitori, Francesco Pittau e Luigina Pibiri, ebbero sei figli maschi e una figlia femmina. Un fratello minore è sacerdote in Sardegna, mentre la primogenita Carmela, morta nel 2002 all'età di 75 anni, entrò giovanissima nell'ordine delle Minime suore del Sacro Cuore con il nome di Suor Lauretta.

### Formazione e ministero sacerdotale
Nel 1945 scelse di entrare nella Compagnia di Gesù. Frequentò il seminario di Cuglieri e poi trascorse il suo noviziato tra Ariccia e Cuneo. Terminato il noviziato, i suoi superiori lo inviarono a studiare all'Università di Barcellona dove si laureò in filosofia nel 1952.
Lo stesso anno la Compagnia di Gesù lo inviò in Giappone, dove rimase per ben 29 anni. I primi due anni furono durissimi, studiò il giapponese a Yokosuka in una scuola per stranieri e contemporaneamente approfondì l'inglese. Nel 1954, terminata la scuola di lingua, ricevette l'incarico di insegnante di inglese e morale sociale in una scuola media giapponese. Nel 1956 si iscrisse all'Università Sophia di Tokyo, dove nel 1959 si laureò in teologia.
Il 18 marzo 1959 fu ordinato presbitero. In seguito frequentò per tre anni l'Università di Harvard a Boston, per conseguire il dottorato di ricerca in scienze politiche con una tesi dal titolo: "Political thought in early Meiji Japan, 1868-1889". Lì conobbe e strinse amicizia con Henry Kissinger e Ted Kennedy.
Rientrato in Giappone nel 1962, ricevette l'incarico di professore di scienze politiche nella facoltà di diritto dell'Università Sophia di Tokyo. Dal 1975 al 1981 fu rettore dello stesso ateneo, diventando il settimo della storia ed il primo straniero. Nel contempo svolse il ruolo di provinciale dei gesuiti.
Nel febbraio 1981 conobbe papa Giovanni Paolo II durante il suo viaggio apostolico in Giappone, che nel corso dello stesso anno lo nominò coadiutore di padre Paolo Dezza, delegato pontificio per la Compagnia di Gesù, in un momento difficile dopo che Pedro Arrupe, il preposito generale della Compagnia, detto papa nero, venne colpito da un ictus nell'agosto 1981. Per due anni visitò nel mondo le diverse case dei gesuiti, cercando di mantenere la Compagnia di Gesù nel solco tracciato da sant'Ignazio di Loyola, nella fedeltà all'insegnamento della Chiesa e nell'obbedienza piena e totale al successore di Pietro. I due delegati ressero le sorti della Compagnia fino allo svolgimento della trentatreesima Congregazione generale che, il 13 settembre 1983, elesse nuovo preposito generale l'olandese Peter Hans Kolvenbach. Pittau divenne consigliere generale e nello stesso tempo assistente per l'Italia e l'Asia orientale.
Nel 1984 venne insignito dall'imperatore giapponese della più alta onorificenza: l'Ordine del Crisantemo, l'emblema del Sol Levante.
Dal 1992 al 1998 fu rettore Pontificia Università Gregoriana. Da qui ricevette la carica di cancelliere della Pontificia accademia delle scienze e della Pontificia accademia delle scienze sociali.

### Ministero episcopale
L'11 luglio 1998 papa Giovanni Paolo II lo nominò arcivescovo titolare di Castro di Sardegna e segretario della Congregazione per l'educazione cattolica (dei seminari e degli istituti di studi); succede a José Saraiva Martins, nominato prefetto della Congregazione per le cause dei santi. Ricevette l'ordinazione episcopale il 26 settembre successivo dal cardinale Angelo Sodano, coconsacranti i cardinali Pio Laghi, prefetto della Congregazione per l'educazione cattolica, e Fiorenzo Angelini, presidente emerito del Pontificio consiglio della pastorale per gli operatori sanitari.
Il 25 novembre 2003 papa Giovanni Paolo II accettò la sua rinuncia all'incarico per raggiunti limiti di età. Scelse di tornare in Giappone per svolgere le attività di vice parroco ed insegnante.
Morì in una casa di sacerdoti gesuiti a Tokyo alle 21.55 del 26 dicembre 2014 all'età di 86 anni per le conseguenze di un ictus. Il 29 dicembre la sua salma venne cremata. Le esequie si tennero il 14 gennaio nella chiesa di sant'Ignazio a Tokyo e furono presiedute da padre Yoshio Kajiyama, provinciale dei gesuiti in Giappone.

## Genealogia episcopale
La genealogia episcopale è:
- Cardinale Scipione Rebiba
- Cardinale Giulio Antonio Santori
- Cardinale Girolamo Bernerio, O.P.
- Arcivescovo Galeazzo Sanvitale
- Cardinale Ludovico Ludovisi
- Cardinale Luigi Caetani
- Cardinale Ulderico Carpegna
- Cardinale Paluzzo Paluzzi Altieri degli Albertoni
- Papa Benedetto XIII
- Papa Benedetto XIV
- Papa Clemente XIII
- Cardinale Marcantonio Colonna
- Cardinale Giacinto Sigismondo Gerdil, B.
- Cardinale Giulio Maria della Somaglia
- Cardinale Carlo Odescalchi, S.I.
- Vescovo Eugène de Mazenod, O.M.I.
- Cardinale Joseph Hippolyte Guibert, O.M.I.
- Cardinale François-Marie-Benjamin Richard
- Cardinale Pietro Gasparri
- Cardinale Clemente Micara
- Cardinale Antonio Samorè
- Cardinale Angelo Sodano
- Arcivescovo Giuseppe Pittau, S.I.